# Ava Devine
Ava Devine (Long Island, 22 januari 1974) is een Amerikaanse pornoactrice.

## Persoonlijk leven
Ava Devine is zowel van Chinese als van Italiaanse afkomst. Ze woont zowel in Las Vegas als in Los Angeles.

## Carrière
Ava begon haar carrière met strippen, escortwerk en cyberseks. Hierdoor werd ze ontdekt in de porno-industrie. Ze nam haar eerste scènes op in 2003. Ze was een veelgevraagd actrice in de branche. Acid Rain, Elegant Angel, Digital Playground, Red Light District en Zero Tolerance zijn een aantal bedrijven waarvoor zij werkte. In 2011 werd de actrice op plaats 40 gezet in "The Top 50 Hottest Asian Porn Stars of All Time" door het tijdschrift Complex.

## Prijzen en nominaties
| Jaar | Prijs          | Resultaat   | Categorie | Voor haar optreden in   |
| ---- | -------------- | ----------- | --- | ----------------------- |
| 2004 | AVN Award      | Genomineerd | Most Outrageous Sex Scene | American Bukkake 21     |
| 2004 | XRCO Award     | Genomineerd | Superslut | n.v.t.                  |
| 2005 | AVN Award      | Gewonnen    | Best Oral Sex Scene, Video (met Francesca Le, Guy DiSilva, Rod Fontana, Steven French, Scott Lyons, Mario Rossi & Arnold Schwarzenpecker) | Cum Swallowing Whores 2 |
| 2007 | F.A.M.E. Award | Genomineerd | Finalist for Dirtiest Girl in Porn | n.v.t.                  |
| 2010 | Urban X Award  | Genomineerd | Best Anal Performer | n.v.t.                  |
| 2014 | Tranny Award   | Genomineerd | Best Non-TS Performer | n.v.t.                  |